# Adhi Karya
PT Adhi Karya (Persero) Tbk est une entreprise de construction indonésienne cotée à la bourse de Jakarta.